# Three Days Grace
Three Days Grace — канадський рок-гурт у жанрі альтернативний рок, хард-рок та пост-гранж. Був сформований під назвою Groundswell в Норвуді, Онтаріо, Канада в 1992 році. 1997 року колектив у складі гітариста та вокаліста Адама Гонтьє, барабанщика Ніла Сандерсона і бас-гітариста Бреда Волста змінив назву гурту на поточну.
З моменту укладання контракту з Jive Records, гурт Three Days Grace випустив альбоми «Three Days Grace» в 2003 і «One-X» в 2006, які отримали платиновий і подвійний платиновий статуси відповідно. 2007 року гурт був визнаний найкращим рок-колективом за версією журналу Billboard, крім цього посівши 4-те місце в списку найбільш прокручуваних гуртів на радіо у Канаді. Третій альбом гурту, «Life Starts Now», вийшов на світовий ринок у 2009 році, четвертий альбом «Transit of Venus» — у 2012, п'ятий альбом «Human» — у 2015 році, шостий альбом «Outsider» — у 2018 році. Станом на 2022 рік, гурт записав сім студійних альбоми, останнім з яких є «EXPLOSIONS», який вийшов 6 травня 2022 року.
21 грудня 2012 фронтмен та співзасновник гурту Адам Гонтьє покинув колектив; в 2015 він з іншими музикантами сформував рок-гурт Saint Asonia, який в тому ж році випустив свій дебютний альбом «Saint Asonia». З 2012 року провідним вокалістом гурту є Метт Волст — фронтмен канадського рок-гурту My Darkest Days та брат Бреда. 3 жовтня 2024 було оголошено про повернення Адама Гонтьє, при цьому Метт Волст також залишається у складі гурту.

## Історія

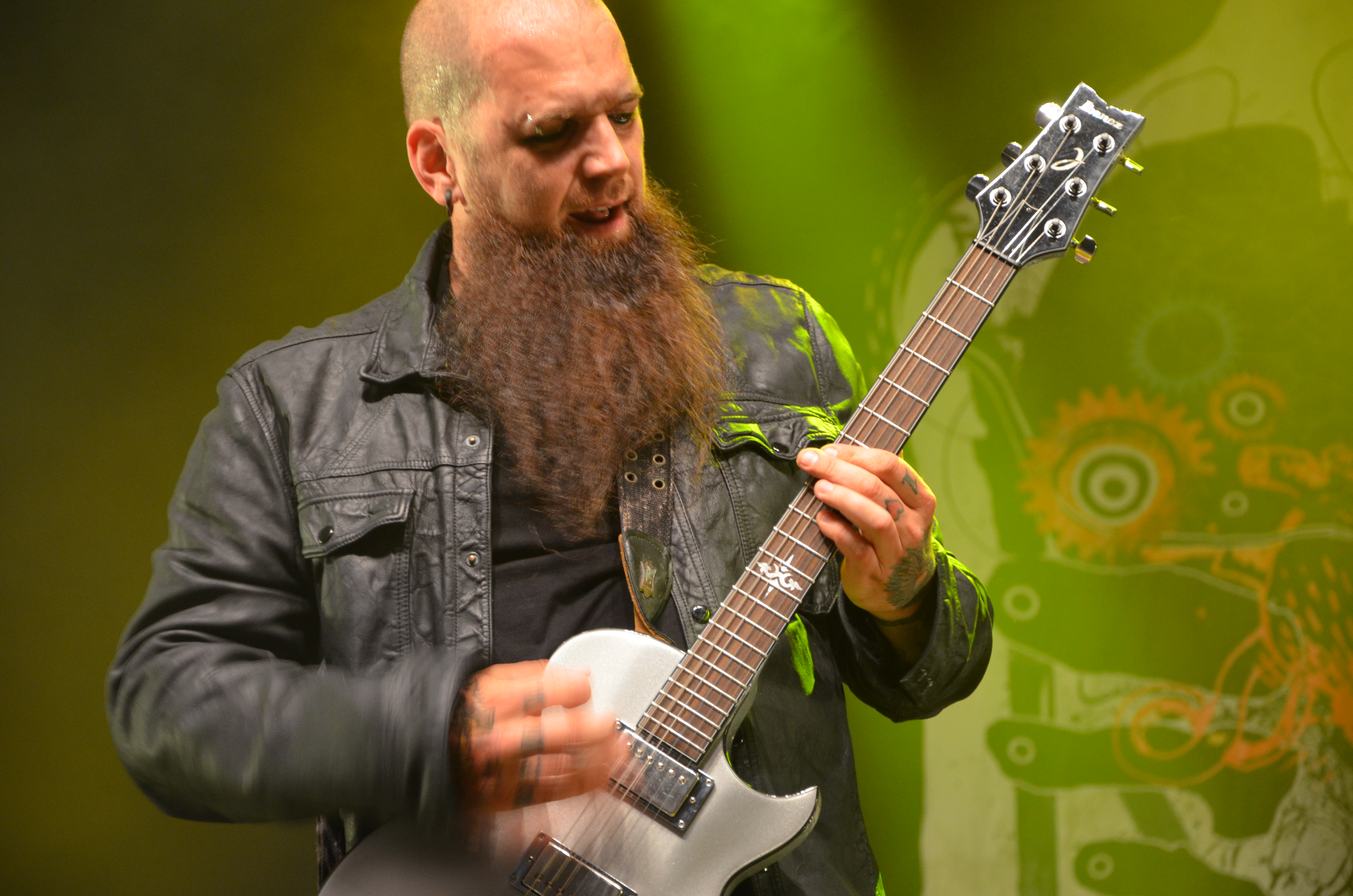
Баррі Сток — лідуючий гітарист

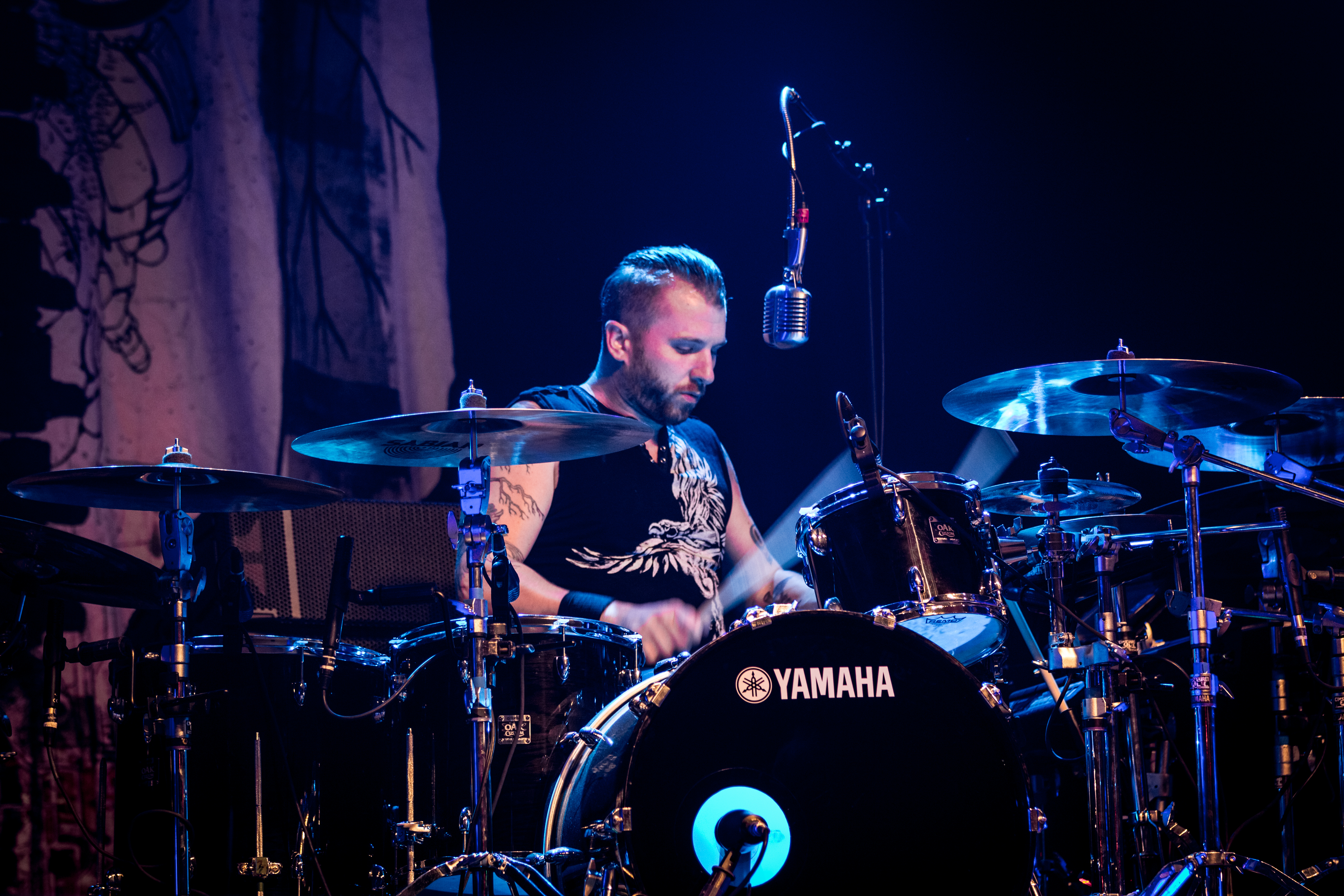
Ніл Сандерсон — ударник

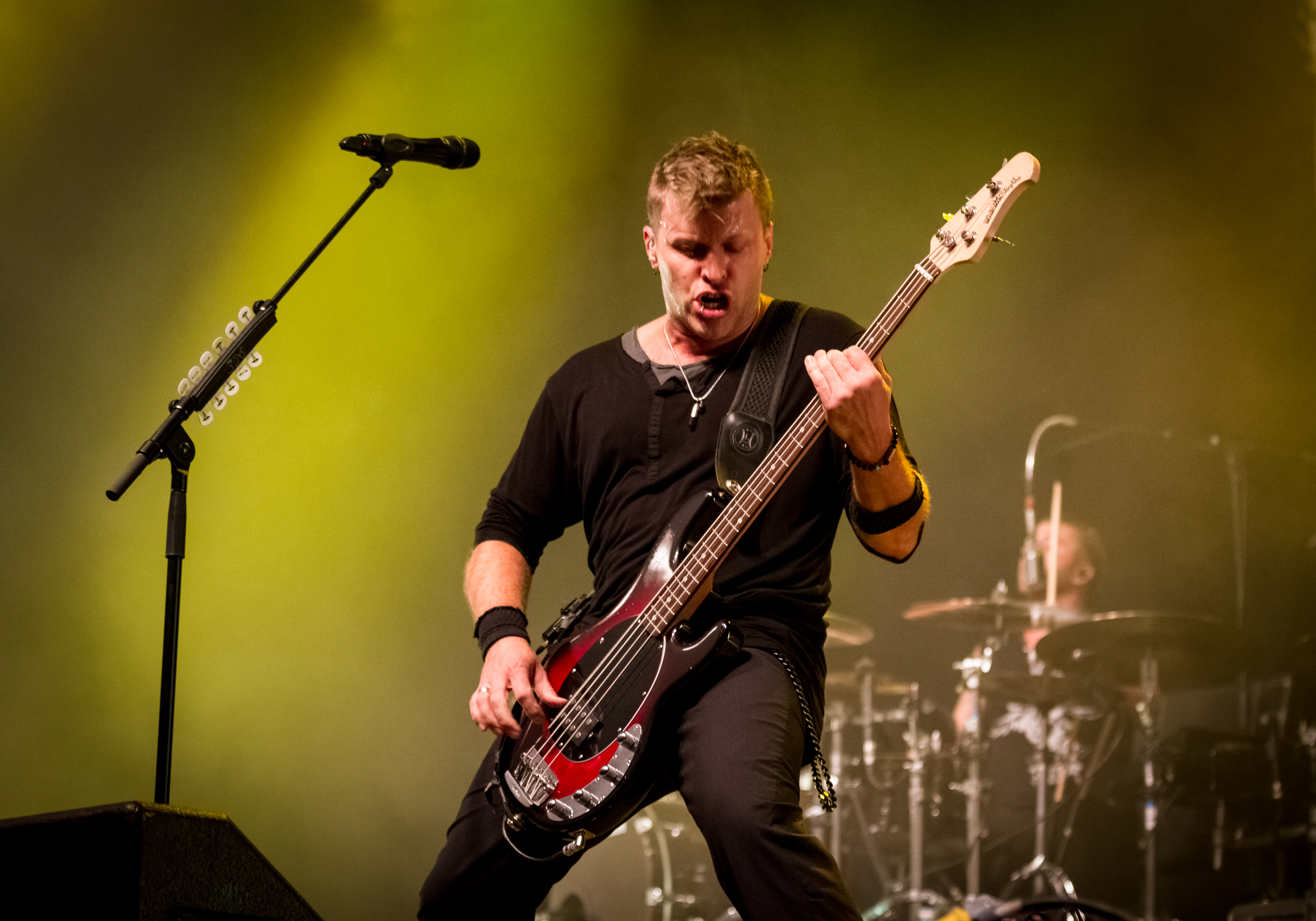
Бред Волст — бас-гітарист

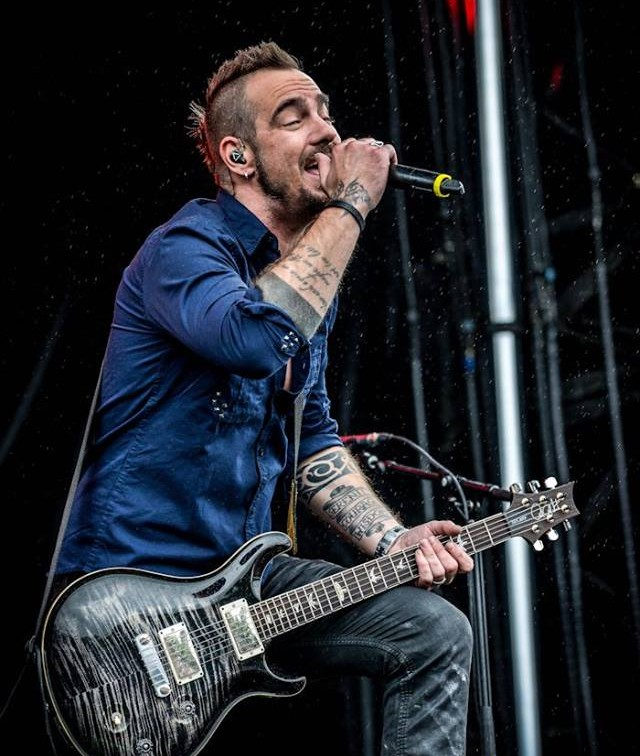
Адам Гонтьє — вокаліст до 2013 та з 2024

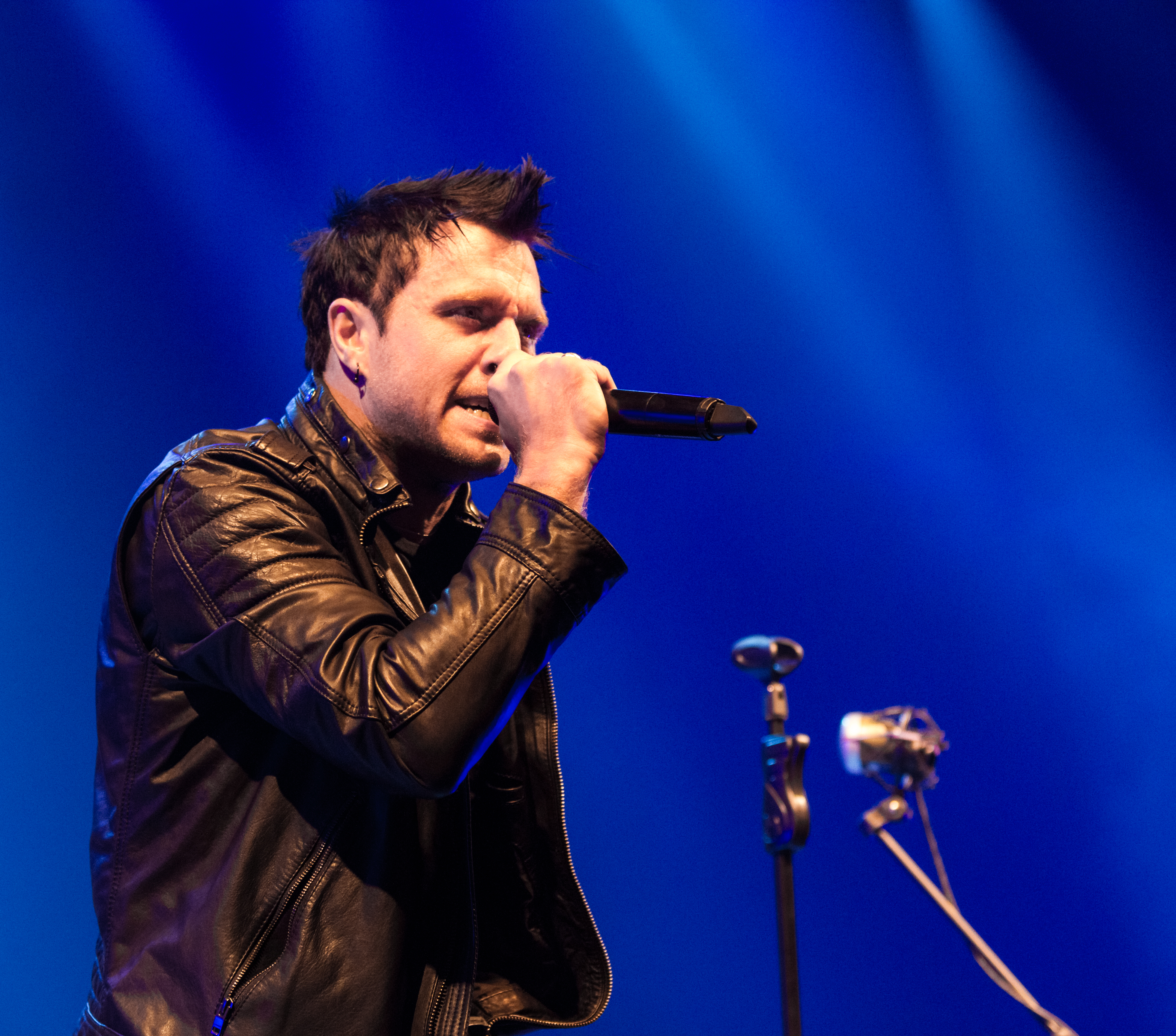
Метт Волст — вокаліст з 2013

### Андеграундні роки (1992—2002)
Гурт Groundswell був сформована в 1992 році, в Норвуді, Онтаріо, п'ятьма школярами: Адамом Гонтьє (англ. Adam Gontier), Бред Волстом (англ. Brad Walst), Ніл Сандерсоном (англ. Neil Sanderson), Джої Грантом (англ. Joe Grant) і Філом Кроу (англ. Fil Crou).
В 1997 році, після дворічної перерви в діяльності, гурт був відтворений під назвою Three Days Grace, в складі якого залишилось лише тріо — Гонтьє, Сандерсон та Волст. За словами Адама, назва гурту виникла від запитання: «Якби у вас було лише три дні, щоб ви змінили?».
Переїхавши в Торонто, музиканти за допомогою свого колишнього менеджера познайомилися з продюсером Гевіном Брауном (англ. Gavin Brown), який раніше працював з гуртом Billy Talent, The Tea Party та іншими. Гурт представив йому весь матеріал, який був складений з моменту формування колективу. Браун відразу помітив їхній талант, назвавши їх «золотими самородками». Таким чином за підтримки продюсера, колектив Three Days Grace записав демо-альбом «Three Days Grace», який було надіслано лейблу EMI Music Publishing (Канада). Гуртом була представлена пісня «I Hate Everything About You», яка викликала непідробний інтерес відразу у декількох лейблів звукозапису. Таким чином був підписаний контракт з Jive Records.

### Three Days Grace(2003—2005)
Відразу після укладення контракту гурт вирушив до студії «Long View Farm» (Норт Брукфілд, штат Массачусетс), та за участю Гевіна Брауна розпочав роботу над дебютним альбомом. Також Three Days Grace записувався в «Bearsville Studios» у Вудстоку, штат Нью-Йорк, де і був закінчений альбом. Платівка вийшла під назвою «Three Days Grace» 22 липня 2003 року.
У критиків диск отримав позитивні відгуки: Дейв Дорей з IGN сказав про альбом «Помилки? Не так багато». В Allmusic заявили, що «творчість гурту незабутня, на відміну від інших виконавців альт-металу». Критики зазнало одноманітне звучання групи: «Three Days Grace — безумовно один із найдоступніших гуртів альтернативного металу 2000-х, але їм бракує виразності».
Перший сингл «I Hate Everything About You» отримав вагому підтримку канадських радіостанцій, що спеціалізуються на альтернативному році, і став справжнім вибухом у світі альтернативної музики. Пісня зайняла 55 місце на американському чарті Billboard Hot 100 та 2 місце на Billboard Alternative Songs.
Альбом «Three Days Grace» досяг дев'ятої позиції на канадському чарті Canadian Albums Chart і 69-ї — на американському Billboard 200, а в грудні 2004 року платівка отримала золотий статус із сертифікації RIAA і подвійний платиновий статус CRIA.
Другий сингл альбому — «Just Like You» став другою піснею гурту, яка посіла перше місце на канадському чарті Canadian Singles Chart; в США вона дісталася до 55 позиції на Billboard 100. Третій синглом альбому стала пісні «Home».
Після залучення до складу гурту гітариста Баррі Стока наприкінці 2003 року, Three Days Grace вирушив у гастрольний тур, виступаючи як і супровідний склад знаменитих колег, так і як хедлайнери.

### One-X(2006—2008)
Після закінчення турне на підтримку свого першого альбому, гурт поставили перед фактом, що вони не можуть продовжувати повноцінну музичну діяльність через розвиток наркотичної залежності у Адама Гонтьє. 2005 року Адам, за підтримки своєї сім'ї, друзів та учасників гурту, ліг на обстеження в «Центр з проблем наркоманії та психічного здоров'я» в місті Торонто. Під час лікування Адам написав безліч ліричних пісень з наступного альбому гурту. У них він описував свій психологічний стан і переживання. Після завершення успішного лікування в центрі, гурт вирішив перебратися в тихе і спокійне місце для запису свого наступного альбому. Цим місцем був обраний котедж в Північному Онтаріо. Три місяці роботи увінчалися завершенням запису нового альбому. Адам зазначив в інтерв'ю у 2006 року, що цей альбом є особистішим для нього, ніж попередні роботи, зважаючи на обставини, які охоплювали останні два роки його життя.
У червні 2006 року колектив Three Days Grace представили свій черговий альбом під назвою «One-X», який став дебютом для нового учасника гурту — другого гітариста Баррі Стока. Альбом дебютував на чарті Billboard 200 з 5 місця. У перший тиждень продажів альбом розійшлося у 78 тисяч копій, а за весь час продажів у світі було продано понад 6 мільйонів. Альбом містить такі сингли: «Animal I Have Become», «Pain», «Never Too Late», «Riot». Пісні «Pain» вдалося досягти найвищого на той час для гурту місця на Billboard Hot 100 — сингл посів 44 місце. На підтримку платівки команда зробила ряд концертних виступів спільно з уже відомими колективами — Staind, Hoobastank, Nickelback, Breaking Benjamin, Seether, Red та Skillet. 2007 року Three Days Grace зайняли перше місце в категорії Top Mainstream Rock Artist за версією журналу Billboard.

### Life Starts Now(2009—2012)
З березня по серпень 2008 року і з січня по квітень 2009 року, Three Days Grace записували свій третій студій альбом, працюючи в «The Warehouse Studio» у Ванкувері, провінція Британська Колумбія, і Лос-Анджелесі. Робота над альбомом велася спільно з музичним продюсером Говардом Бенсоном, який вже працював з їх попередніми роботами.
22 вересня 2009 вийшов третій студійний альбом — «Life Starts Now», який представив гурт в новому звучанні, стилі та образах. Критики, а також самі учасники групи відзначили, що альбом є відступом від жорстких тонів пост-гранжу, пісні співаються більш лірично. Альбом дебютував на третьому місці на чарті Billboard 200, що стало найвищим місцем в історії Three Days Grace. В перший тиждень після релізу було продано 79 тисяч копій. Альбом зустріли змішані відгуки критиків. Бен Рейнер з Toronto Star негативно відгукнувся про їх третій альбом, заявивши, що «альбом не має власного звуку, а лише коливається десь між Linkin Park і Nickelback». За словами Джеймса Крістофера, який дав альбому три з п'яти зірок "альбом «Life Starts Now» продовжує тему «One-X» про особисті переживання Адама, але з «натяком на промені світла»". Більш жорсткі відгуки гурт отримав від Бена Чайковські, який описав альбом як «нудний, м'який, банальний, втомлений».
Перший сингл альбому «Break» вийшов 1 вересня 2009 року; пісня посіла 26 місце на Canadian Hot 100 та 73 на американському Billboard Hot 100. 9 лютого 2010 вийшов другий сингл альбому «The Good Life», а 28 квітня 2010 року вийшло музичне відео на цю пісню. Третій сингл від альбому — «World So Cold» вийшов 3 серпня 2010; четвертий сингл «Lost in You» вийшов 1 лютого 2011.
Для підтримки альбому гурт провів 20-денне турне по Канаді у листопаді-грудні 2009. В січні-лютому 2010 колектив співхедлайнели американське турне із гуртами Breaking Benjamin та Flyleaf.
На Церемонії нагородження Джуно 2010 альбом  «Life Starts Now» був номінований на Найкращий рок-альбом, але програв «Billy Talent III».
Гурт Three Days Grace виступав на турне гурту Nickelback та Buckcherry «Dark Horse Fall 2010 Tour». У березні 2011 року колектив проводила тур разом із гуртом My Darkest Days.

### Transit of Venus(2012—2014)
7 жовтня 2011 RCA Music Group оголосили про розпуск лейблів Jive Records, Arista Records і J Records, та про переводження музичних колективів, які співпрацювали з цими студіями до RCA Records. Таким чином гурт Three Days Grace почав випускатися під іншим лейблом.
5 червня 2012 о 9:00 відбувся транзит Венери по диску Сонця, після чого гурт оголосив, що новий альбом, вихід якого був намічений на 2 жовтня 2012 року, буде названий Transit of Venus. 14 серпня вийшов перший сингл з альбому — «Chalk Outline»; 5 жовтня вийшов відеокліп на цю пісню.
9 січня 2013 колектив Three Days Grace анонсувало, що отримали лист від Адама Гонтьє і мають оголосити, що він покинув гурт. Гурт описало відхід Адам різким і незрозумілим. Це відбулося якраз за тижні перед їх турне. Гонтьє пояснив своє рішення потребую у звичайній готовності почати нову главу свого життя, кажучи: "після проводження двадцяти років у колективі, який постійно розвивається, я був натхнений життям і вирішив просунутися вперед у розвитку на своїх власних термінах".
В 2013 гурт розпочав своє турне у Молін, Іллінойс. Гурти Shinedown та P.O.D. супроводжували гурт протягом турне. На час туру на концертах в ролі вокаліста виступав Метт Волст, який на той час не був представлений як новий офіційний член гурту. Дені Розенор також приєднався до гурту на час турне для грі на клавішах та додатковому задньому вокалі. 22 травня 2013 було оприлюднено, що Метт Волст повернувся до свого гурту My Darkest Days для запису їх третього студійного альбому, але також продовжуватиме гастролювати з Three Days Grace до серпня 2013.

### Новий вокаліст іHuman(2014—2017)
В середині літа 2014 року стало ясно, що брат Бреда Волста, Метт (з гурту My Darkest Days) став офіційним новим провідним вокалістом гурту. Чутки про новий альбом були підтверджені басистом гурту Бредом Волстом, який сказав, що очікує реліз на початку 2015 року. Також музикант підтвердив, що нові композиції можуть бути представлені на живих виступах ще до офіційного релізу.
19 липня 2013 під час інтерв'ю з «99,9 KISW» в Сіетлі, Ніл Сандерсон підтвердив, що нині вони працюють над новим альбомом, і вже записали половину. Він казав: "Ми справді дуже насичені ним, він має новий стиль. Дещо важчий, трохи агресивніший і має нові свіжі вібрації". 8 квітня 2014 на рок-радіо США вийшов новий трек «Painkiller». 6 червня пісня досягнула першого місця на чарті Mainstream Rock Charts. В одному із інтерв'ю в серпні 2014 гурт оголосила назву свого наступного синглу, який вийде 30 вересня 2014 — «I Am Machine».
26 січня 2015 колектив Three Days Grace анонсував п'ятий альбом під назвою «Human». Реліз запланований на 31 березня 2015. 23 березня 2015 на офіційному каналі Three Days Grace на YouTube був опублікований кліп з новим синглом «Human Race».
Ще до офіційного виходу свого п'ятого альбому «Human», гурт почав турне по Європі, після чого перелаштувалися в США, а в листопаді 2015 сфокусувалися на турне по Канаді. Гурт Halestorm виступав із колективом Three Days Grace майже кожного концерту під час канадського турне. В ранньому 2016 пройшли додаткові турне по Європі та Росії. 18 листопада 2016 гурт випустив кавер-версію пісні гурту Phantogram «You Don't Get Me High Anymore».

### Outsider(2017—2020)
Гурт почав записувати свій шостий альбом у липні 2017; тоді ж було анонсовано його назву — «Outsider». 25 січня 2018 вийшов перший сингл від альбому — «The Mountain». Пісня посіла 6-те місце на американському чарті Billboard Mainstream Rock. Промо-сингл «I Am An Outsider» вийшов на світовий ринок 16 лютого 2018 року. 2 березня 2018 року вийшов третій сингл альбому «Right Left Wrong».
9 березня 2018 року відбувся реліз шостого студійного альбому гурту — «Outsider».

### EXPLOSIONS(2021—дотепер)
1 березня 2021 року гурт в Інстаграмі підтвердив, що вони в студії записують свій сьомий студійний альбом. 29 листопада 2021 року гурт випустив новий сингл під назвою «So Called Life» як перший сингл зі свого майбутнього сьомого студійного альбому «EXPLOSIONS», який мав вийти 6 травня 2022 року. Через три місяці, а саме 17 лютого 2022 року, гурт випустив промо-сингл під назвою «Neurotic», за участю Лукаса Россі. Разом із випуском пісні вийшло відео на новий трек. 11 квітня 2022 року гурт випустив третій новий трек «Lifetime» як другий радіо-сингл альбому. Пісня присвячувалась жителям Мейфілда, штат Кентуккі, після того, як торнадо EF4 пронісся містом у грудні 2021 року.
6 травня 2022 року відбувся реліз сьомого студійного альбому гурту - «EXPLOSIONS».

## Нагороди
Гурт Three Days Grace був безліч разів номінований і нагороджений за свої музичні успіхи. Сингл «I Hate Everything About You» був номінований у категорії Найкраще рок-відео і Вибір глядацьких симпатій: Улюблений канадський гурт в 2004 році музичним каналом MuchMusic. 2007 року, за версією чартів Mediabase, гурт був визнаний провідним музичним колективом серед усіх жанрів року в Канаді та США, а журнал Billboard назвав їх найкращим рок-виконавцем року.
Чотири рази Three Days Grace був номінований на «Juno Award». 2004 року Three Days Grace був номінований як новий гурт року. 2007 року гурт отримав номінацію у категорії Найкращий гурт року, а альбом «One-X» був номінований у категорії Альбом року. Перший сингл альбому «One-X», «Animal I Have Become», був визнаний найпопулярнішою рок-піснею 2006 року, і переміг у номінації Популярна рок-пісня на радіо журналу Mediabase. Сингл «Never Too Late» був номінований у категорії Найкращий відеокліп та Найкращий рок-відеокліп, а сингл «Pain» — в категорії Найкращий інтернаціональний відеокліп. Також він повторно виграв у номінації Вибір глядацьких симпатій: Улюблений канадський гурт каналом MuchMusic в 2007 році.
У 2010 році альбом «Life Starts Now» був номінований на «Juno Award» у категорії Найкращий рок-альбом, але програв альбому гурту Billy Talent — «Billy Talent III». У 2010 сингл «Break» був номінована в категорії Найбільш якісний відеокліп та Найкращий рок-відеокліп на фестивалі MuchMusic Video Awards. Альбом «Life Starts Now» виграв нагороду «Casby Awards» у номінації Найкращий альбом; сингл «Break» був номінований в категорії Найкращий сингл.
У 2016 році гурт був номінований на «Juno Award» в категорії Гурт року.

## Склад

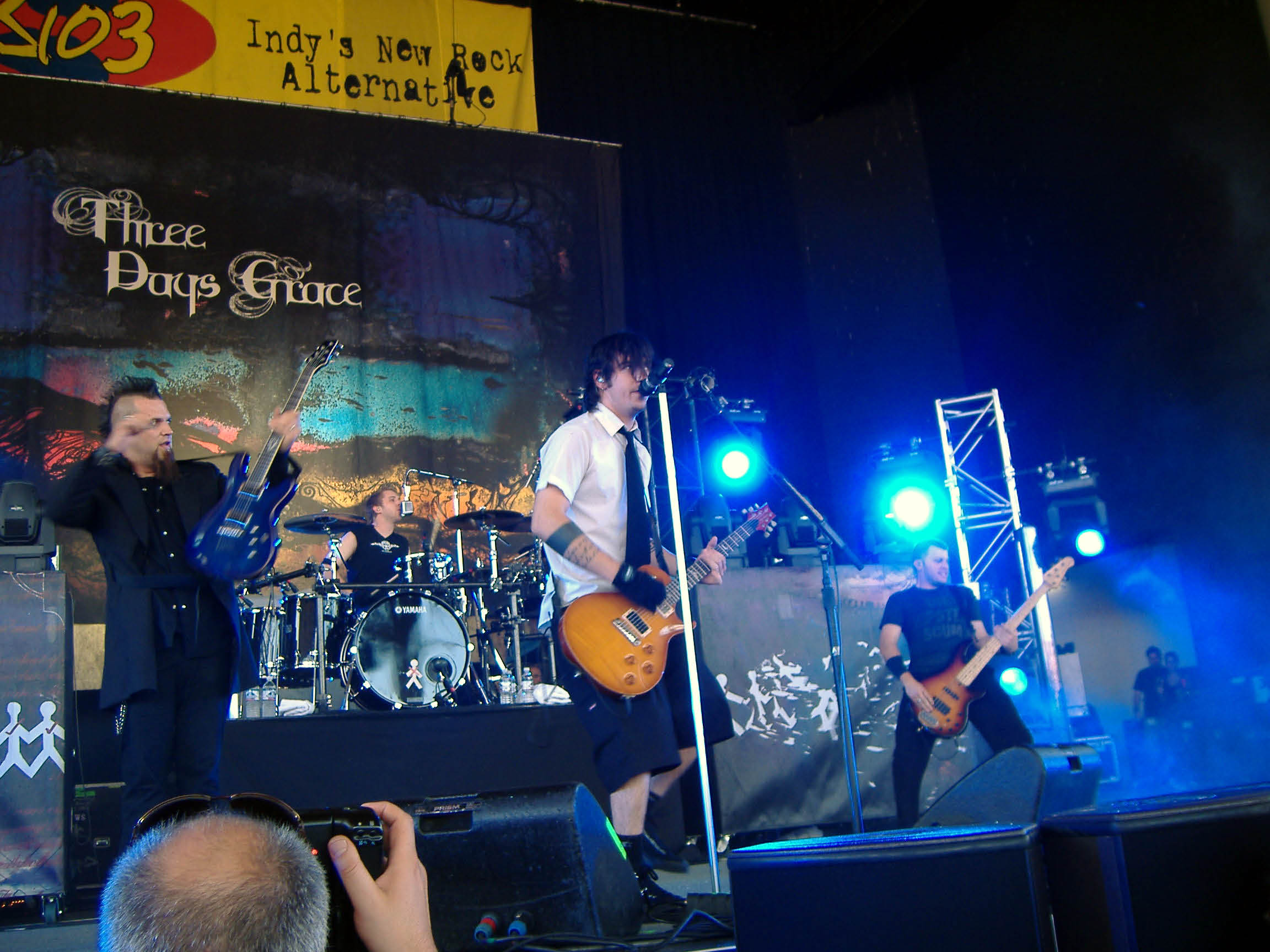
Гурт разом із вокалістом Адамом Гонтьє

Поточний склад
- Адам Гонтьє — вокал (1992–1995, 1997–2013, 2024–дотепер; кілька одноразових шоу в 2023); ритм-гітара (1997−2013, 2024–дотепер); соло-гітара (1997–2003)
- Ніл Сандерсон — ударні, бек-вокал (1992–1995, 1997−дотепер); клавішні (2009–дотепер)
- Бред Волст — бас-гітара(1992–1995, 1997−дотепер); бек-вокал (1997−дотепер)
- Баррі Сток — соло-гітара(2003−дотепер); ритм-гітара (2013−2017)
- Метт Волст — вокал (2013−дотепер); ритм-гітара (2017−дотепер)

Колишні Учасники
- Філ Кроу - соло-гітара (1992-1995)
- Джо Грант - ритм-гітара (1992-1995)

Колишні сесійні музиканти
- Дені Розенор — клавішні, бек-вокал (2012-2018)
- Шон Фоїст - ударні (2023)

## Дискографія
- Three Days Grace (2003)
- One-X (2006)
- Life Starts Now (2009)
- Transit of Venus (2012)
- Human (2015)
- Outsider (2018)
- EXPLOSIONS (2022)

## Концертні тури
- Life Starts Now tour (разом з Breaking Benjamin і Flyleaf) (2009)
- Welcome to the Family tour (разом з Avenged Sevenfold, Sevendust і Bullet For My Valentine) (2011)
- Uproar Festival (2011)
- Special club shows (2012)
- Transit of Venus tour (разом з Shinedown і P.O.D.) (2013)
- Painkiller tour (2014)
- EXPLOSIONS tour (2022)

## У кінематографії
У фільмі «Піднеси свій голос» використано дві композиції гурту: фрагмент з пісні «Home» і «Are You Ready?» з альбому «Three Days Grace». 2009 року колектив з'явився в серіалі «Та, що говорить з привидами» (англ. The Ghost Whisperer) в серії «Прокляття дев'ятої», де вони на концерті виконують пісню «Pain». В тому ж році Адам Гонтьє виконав пісню «I Dont Care» разом з фінським гуртом Apocalyptica наприкінці 16 серії 8 сезону телесеріалу «Таємниці Смолвіля».

## Інші проєкти
- Адам Гонтьє також створив проекти Saint Asonia та Diviidedby.
- Теперішній вокаліст Метт Волст[коли?] грає в My Darkest Days.